# Валуйко Герман Георгійович
Валуйко Герман Георгійович (1 серпня 1924 — 9 лютого 2012) — вчений-винороб, доктор технічних наук (1972), професор (1976 рік), почесний академік Кримської академії наук, член-кореспондент Швейцарської академії вина, президент Союзу виноробів Криму (1995—2012 роках), лауреат золотої медалі Л. С. Голіцина та почесного диплома, почесний громадянин міст Ялта і Дербент.
Автор понад 350 наукових робіт по виноробству, з них 22 книги: Технологія столових вин (1969 рік), Біохімія та технологія червоних вин (1973 рік), Сучасні способи виробництва виноградних вин (1984 рік) (диплом і медаль Міжнародної організації винограду і вина), «Технологія виноградних вин» (2001 рік) та інші.

## Біографія
Герман Георгійович Валуйко народився 1 серпня 1924 року у Тбілісі. У 1942 році з відзнакою закінчив 10 класів і призваний в армію, направлений на навчання в Гурієвське військово-піхотне училище. У травні 1943 року відправлений на фронт, а в червні отримав важке поранення. Після поранення знову повернувся в армію і пройшов свій бойовий шлях до Дня Перемоги, який зустрів у місті Котбусі в Німеччині. Нагороджений 2 орденами «Вітчизняної війни II ступеня», «За мужність» і 13 медалями, з них медаллю «За перемогу над Німеччиною у Великій Вітчизняній війні 1941—1945 роках», медаллю «Г. К. Жукова», медаллю «Захисник Вітчизни».
У 1946 році демобілізований з армії.
У 1947—1952 роках Герман Георгійович навчався в Московському технологічному інституті харчової промисловості, за фахом технолог-винороб. Завідувачами кафедрою виноробства, на якій він навчався, були професори Герасимов М. А. і Фролов-Багрєєв А. М.
З 1952 по 1955 роки пропрацював на «Харківському заводі шампанських вин» на посаді начальника цеху виноматеріалів.
У 1955 році вступив до аспірантури на очне відділення у Всесоюзний науково-дослідний інститут «Магарач». Проходив навчання до 1958 року. Активний розвиток в СРСР виноградарства і виноробства вимагало від промислових підприємств виноробної галузі наявність високотехнологічних і високопродуктивних потужностей з первинної і вторинної переробки виноматеріалів. Тому Герман Георгійович займався вивченням хімічних і технологічних процесів вироблення їдалень, шампанських виноматеріалів в залізобетонних і металевих резервуарах місткістю від 1000 до 100000 декалітрів. Надалі ці дослідження були використані ним при захисті дисертації в 1959 році. Його керівником був доктор технічних наук, професор Ст. І Нілов.
З 1958 року працював в НІВіВ «Магарач» займаючи різні посади: молодший науковий співробітник (1958 рік), старший науковий співробітник (1960 рік), завідувач відділом технології (1961—1964 роках), заступник директора з наукової роботи (виноробство) (1964—1995 роках), консультант дирекції (1995—2000 роках), головний науковий співробітник (2000 рік).
У 1959 році Герман Георгійович захистив дисертацію на здобуття наукового ступеня кандидата технічних наук (тема: «Дослідження деяких хімічних і біохімічних процесів при бродінні в залізобетонних резервуарах»), в 1972 році захистив докторську дисертацію (тема: «Біохімічні основи технологій червоних вин»), а в 1976 році йому присвоєно вчене звання професора.
Герман Георгійович разом з вченими: Преображенським О.О, Білогуровим Д. М і Ніловим В І проводив дослідження з теорії потокового бродіння виноградного сусла, за результатами яких була розроблена установка безперервного бродіння сусла «Українська». Дана установка протягом 20 років експлуатувалася на заводах первинного виноробства Криму (Радгосп-завод «Виноградний» і «Смарагдовий» і т. д). За дорученням Міністерства харчової промисловості СРСР Всесоюзного НІІВіВ «Магарач», він бере участь у розробці новітнього високотехнологічного обладнання для заводів первинного виноробства. В результаті проведених робіт під керівництвом Германа Георгійовича розроблена перша у СРСР потокова лінія переробки винограду з валковою дробаркою ВПЛ-10К, яка мала продуктивність 10 тонн/годину та ряд іншого новітнього обладнання для виноробних підприємств.
У 1995 році Герман Георгійович ініціював створення професійної організації «Союзу виноробів Криму» і був обраний її президентом. Він обіймав цю посаду з 1995 по 2012 роки.
Герман Георгійович пропрацював у виноробній галузі понад 55 років. Ним отримано 50 авторських свідоцтв на винаходи. Герман Георгійович створив наукову школу складається з кількох поколінь вчених-виноробів (9 докторів та 39 кандидатів наук).

## Наукові роботи
Автор понад 350 наукових праць (з них 22 книги) в області виноробства, деякі з яких перекладено на іноземні мови.
У 1969 році він написав свою першу книгу «Технологія столових вин», в яку увійшли матеріали кандидатської дисертації. Книга перекладена на грузинську і молдавську мови.
В 1973 році була випущена монографія «Біохімія та технологія червоних вин», в її основу увійшов матеріал докторської дисертації та інші дослідження.
У 1984 році була видана книга «Сучасні способи виробництва виноградних вин», написана вченими: Муждабой Ф (Румунія), Кадаром Д (Угорщина) та іншими. Герман Георгійович став автором розділу з виноробства СРСР і редактором книги. Всі автори книги були нагороджені почесним дипломом та медаллю Міжнародної організації винограду і вина.
В 1988 році за роботу над редакцією 3-томної «Енциклопедії виноградарства», виданій у 1986—1987 роках Герману Георгійовичу і авторам енциклопедії була присуджена Державна премія Молдавської РСР.
У 2001 році видано книгу в співавторстві з професором Шольц-Куликовим Є.П «Теорія і практика дегустації вин», яка отримала визнання виноробів.
Видана у 2001 році книга «Технологія виноградних вин», що містить у собі 50-річний досвід Германа Георгійовича у галузі виноробства. Книга створена таким чином, щоб дати відповідь на будь-яке питання, що виникне у винороба. Книга була використана у працівників виноробних підприємств України та інших країн СНД.

## Вина НІВіВ «Магарач»
У своїй науковій діяльності Герман Георгійович велику увагу приділяв дослідженням технології червоних вин. Він працював з червоними сортами винограду: Алеатіко, Сапераві, Каберне-Совіньйон та іншими. Спільно з Семаковим В. П. (головним виноробом НДІВіВ «Магарач» у 1978—2008 роках) і Косюрою В. Т. створив 23 марки вин НДІВіВ «Магарач»: сухі (столові): «Аліготе Передгірне», «Мцване Альмінське», «Рубіновий Магарача», «Ркацителі Віліне», «Кульджинское», «Херес сухий Магарач», «Совіньон», «Молоде біле», «Молоде червоне»; напівсухе «Ялта»; напівсолодке «Ластівчине гніздо»; міцні: «Мадера альмінська», «Херес Міцний»; десертні: «Джаліта», «Бастардо магарацький», «Сердолік Тавріди», «Великоднє», «Ювілейне»; перлинні: «Аутка», «Форос» та інші.

## Почесні звання та нагороди
- Заслужений діяч науки і техніки Української РСР (1978 рік)
- Лауреат Державної премії Молдавської РСР (1988 рік)
- Лауреат Державної премії України (1992 рік)
- Лауреат Почесного знака Президента України (1995 рік)
- Лауреат премії АР Крим (1999 рік)
- Кавалер ордена «За заслуги ІІ ступеня»
- Почесний академік Кримської академії наук
- Почесний громадянин міст Ялта і Дербент
- Нагороджений золотою медаллю Л. С. Голіцина та почесного диплома[1]